# 민주당 (1963년 대한민국)
민주당(民主黨, Democratic Party)은 1963년에 창당됐다.

## 역사
- 1963년 7월 18일 박순천 등을 중심으로 민주당이 재건되었다.
- 1963년 8월 17일 등록하였다.
- 1963년 총선에서 14석을 얻어 제2야당이 되었다.
- 1964년 6월 10일 - 국민의당(김병로)을 흡수.
- 1965년 5월 3일 - 원내 제1야당인 민정당과 함께 민중당으로 신설합당하여 소멸하였다.[1]

## 역대 지도부
| 대수 | 역대 대표 | 직함         | 임기                               | 비고                |
| ---- | --------- | ------------ | ---------------------------------- | ------------------- |
| 1    | 박순천    | 총재         | 1963년 7월 18일 ~ 1964년 12월 12일 |                     |
| 2    | 박순천    | 대표최고위원 | 1964년 12월 12일 ~ 1965년 5월 3일  | 민중당으로 신설합당 |

## 주요 선거 결과

### 국회의원 선거
|  | 6.87% |

|  | 13.5% |

|  | 8% |

## 역대 전당대회
1963년 7월 18일 민주당 창당대회
- 당헌 및 정강정책 채택
- 총재 박순천 전 민주당 최고위원 추대
- 대한민국 제5대 대통령 선거에 박정희 국가재건최고회의 의장 출마 시 야권단일화를 위해 후보 무공천 확인
- 정치인정화법 해금 촉구 결의

1964년 12월 12일 민주당-국민의당 통합 전당대회
- 국민의당 흡수통합 결의
- 집단지도체제 도입
- 대표 박순천 민주당 총재 추대
- 박정희 정권 퇴진 결의
- 재야정당 통합 결의
- 김종필-오히라 메모 백지화, 초당외교 촉구 결의

1965년 5월 3일 민중당 창당선언대회
민정당과 민주당의 통합교섭 30인 전권대표들은 만장일치로 양당의 합당을 의결하고 합당선언문을 채택했으며, 민정당 윤보선 총재와 민주당 박순천 대표가 합당선언문에 서명함으로써 민정당과 민주당은 민중당으로 신설합당되었다.